# Luquan
Luquan is een stad in de noordoostelijke provincie Hebei, Volksrepubliek China. Luquan ligt in de prefectuur Shijiazhuang. Luquan heeft meer dan 300.000 inwoners. Het werkkamp Heropvoeding door werk van Hebei ligt in Tongye, de Provinciaal-gevangenis #3 is in Huolu en de Gevangenis van Huolu in Niuposhan.

## Geboren
- Gong Lijiao (24 januari 1989), kogelstootster